# Aedes punctothoracis
Aedes punctothoracis är en tvåvingeart som först beskrevs av Theobald 1909.  Aedes punctothoracis ingår i släktet Aedes och familjen stickmyggor. Inga underarter finns listade i Catalogue of Life.